# Lijst van voetbalinterlands Costa Rica - Zuid-Korea
Deze lijst van voetbalinterlands is een overzicht van alle officiële voetbalwedstrijden tussen de nationale teams van Costa Rica en Zuid-Korea. De landen speelden tot op heden elf keer tegen elkaar, te beginnen met een vriendschappelijke wedstrijd op 9 augustus 1983 in San José. Het laatste duel, eveneens een vriendschappelijke wedstrijd, werd gespeeld in Goyang op 23 september 2022.

## Wedstrijden
| №  | Plaats      | Datum             | Competitie             | Wedstrijd               | Uitslag |
| -- | ----------- | ----------------- | ---------------------- | ----------------------- | ------- |
| 1  | San José    | 9 augustus 1983   | Vriendschappelijk      | Costa Rica – Zuid-Korea | 1 – 1   |
| 2  | San José    | 13 februari 1987  | Vriendschappelijk      | Costa Rica − Zuid-Korea | 2 − 1   |
| 3  | Suwon       | 5 juni 1995       | Vriendschappelijk      | Zuid-Korea – Costa Rica | 1 – 0   |
| 4  | Los Angeles | 17 februari 2000  | CONCACAF Gold Cup 2000 | Zuid-Korea – Costa Rica | 2 – 2   |
| 5  | Pasadena    | 30 januari 2002   | CONCACAF Gold Cup 2002 | Costa Rica – Zuid-Korea | 3 – 1   |
| 6  | Daegu       | 20 april 2002     | Vriendschappelijk      | Zuid-Korea – Costa Rica | 2 – 0   |
| 7  | Oakland     | 11 februari 2006  | Vriendschappelijk      | Zuid-Korea – Costa Rica | 0 – 1   |
| 8  | San José    | 25 januari 2014   | Vriendschappelijk      | Costa Rica – Zuid-Korea | 0 – 1   |
| 9  | Seoul       | 13 oktober 2014   | Vriendschappelijk      | Zuid-Korea – Costa Rica | 1 – 3   |
| 10 | Goyang      | 7 september 2018  | Vriendschappelijk      | Zuid-Korea − Costa Rica | 2 − 0   |
| 11 | Goyang      | 23 september 2022 | Vriendschappelijk      | Zuid-Korea − Costa Rica | 2 − 2   |

## Samenvatting
| Competitie        | Totaal gespeeld | Winst Costa Rica | Gelijk | Winst Zuid-Korea | Doelsaldo Costa Rica – Zuid-Korea |
| ----------------- | --------------- | ---------------- | ------ | ---------------- | --------------------------------- |
| CONCACAF Gold Cup | 2               | 1                | 1      | 0                | 5 − 3                             |
| Vriendschappelijk | 9               | 3                | 2      | 4                | 9 − 11                            |
| Totaal            | 11              | 4                | 3      | 4                | 14 − 14                           |

Wedstrijden bepaald door strafschoppen worden, in lijn met de FIFA, als een gelijkspel gerekend.

## Details

### Eerste ontmoeting
| Vriendschappelijk (San José, Costa Rica, 9 augustus 1983): |              | |
| Costa Rica | 1 – 1        | Zuid-Korea |
| Luis Raquel Ledezma 17' (pen.) | goals        | 17' Byun Byung-Joo |
| Antonio Moyano | bondscoach   | Cho Yoon-Ok |
| Marco Antonio Rojas Carlos Toppings ??' Jorge Alfaro Luis Raquel Ledezma Marvin Obando Miguel Lacey Carlos Santana Enrique Díaz Enrique Rivers ??' Germán Chavarría ??' Evaristo Coronado ??' | opstellingen | Choi In-Young Yoo Byung-Ok ??' Kim Han-Bong Park Kyung-Hoon Kim Pyung-Seok Chung Yong-Hwan ??' Shin Dong-Chul Lee Kil-Yong Choi Soon-Ho Byun Byung-Joo ??' Lee Tae-Ho |
| Norman Amores ??' Álvaro Solano ??' Juan Cayasso ??' Guillermo Guardia ??' | wissels      | ??' Cho Min-Gook ??' Jung Jang ??' Ham Hyun-Gi ??' Lee Sang-Yong |

### Derde ontmoeting
| Vriendschappelijk (Suwon, Zuid-Korea, 5 juni 1995): |              | |
| Zuid-Korea | 1 – 0        | Costa Rica |
| Kim Do-Hoon 78' | goals        | |
| Park Jong-Hwan | bondscoach   | Toribio Rojas |
| Kim Byung-Ji Roh Sang-Rae 64' Kim Pan-Keoun Choi Young-Il Ha Seok-Joo Hong Myung-bo Lee Young-Jin 51' Kang Cheol Yoo Sang-Cheol 57' Kim Hyun-seok Kim Do-Hoon | opstellingen | Hermidio Barrantes Max Perez Daguer Villalobos 83' Carlos Ulate Evaristo Contreras Alexander Madrigal Frander Segura Mauricio Solís Johnny Murillo 71' Parlen Llama 46' Jaffet Soto |
| Lee Im-Saeng 51' Sin Tae-Yong 57' Ko Jung-Woon 64' | wissels      | 46' Heriberto Quiros 71' Kenny Paniagua 83' Edgar Navarrete |
| Yoo Sang-Cheol ??' Kang Cheol ??' Kim Hyun-seok ??' Roh Sang-Rae ??'                                                                                          | gele kaarten | ??' Frander Segura ??' Evaristo Contreras ??' Johnny Murillo |

### Vierde ontmoeting
| CONCACAF Gold Cup 2000 (Los Angeles, Verenigde Staten, 17 februari 2000):                                                                                            |              | |
| Zuid-Korea | 2 – 2        | Costa Rica |
| Lee Dong-Gook 14' Lee Min-Sung 75' | goals        | 66' Paulo Wanchope 85' Hernán Medford |
| Huh Jung-moo | bondscoach   | Marvin Rodríguez |
| Kim Byung-Ji Kim Tae-Young Kang Cheol 73' Lee Im-Saeng Hong Myung-Bong Park Jin-Sub Yoo Sang-Cheol 60' Lee Young-pyo Noh Jung-yoon 84' Hwang Seon-Hong Lee Dong-Gook | opstellingen | Hermidio Barrantes Victor Cordero Wilmer López Pablo Chinchilla Harold Wallace Walter Centeno Austin Berry 83' Rónald Gómez Hernán Medford Paulo Wanchope 39' Jafet Soto |
| Lee Min-Sung 60' Ahn Jung-hwan 73' Kim Do-kyun 84' | wissels      | 39' Jeaustin Campos 83' 90' William Hidalgo 90' Javier Delgado |
| Noh Jung-yoon 34' | gele kaarten | |

### Vijfde ontmoeting
| CONCACAF Gold Cup 2002 (Pasadena, Verenigde Staten, 30 januari 2002): |              | |
| Costa Rica | 3 – 1        | Zuid-Korea |
| Rónald Gómez 44' Paulo Wanchope 77' Paulo Wanchope 82' | goals        | 81' Choi Jin-Cheol |
| Alexandre Guimarães | bondscoach   | Guus Hiddink |
| Erick Lonnis Luis Marín Gilberto Martínez Reynaldo Parks Mauricio Solís Walter Centeno 67' Harold Wallace 84' Hernán Medford 61' Carlos Castro Paulo César Wanchope Rónald Gómez | opstellingen | Kim Byung-Ji Kim Tae-Young Song Jong-Gook Choi Jin-Cheol Choi Sung-yong Lee Eul-Yong Lee Young-pyo 55' Choi Tae-uk 90+1' Kim Sang-Shik 68' Kim Do-Hoon Cha Du-ri |
| Steven Bryce 61' Wílmer López 67' Max Sánchez 84' | wissels      | 55' Lee Dong-Gook 68' Ahn Hyo-Yeon 90+1' Hyun Young-Min |
| Harold Wallace 70' | gele kaarten | |

### Achtste ontmoeting
| Vriendschappelijk (Los Angeles, Verenigde Staten, 25 januari 2014): |       |                  |
| Costa Rica                                                          | 0 – 1 | Zuid-Korea       |
|                                                                     | goals | 9' Kim Shin-wook |

### Negende ontmoeting
| Vriendschappelijk (Seoul, Zuid-Korea, 13 oktober 2014): |       |                                                    |
| Zuid-Korea                                              | 1 – 3 | Costa Rica                                         |
| Lee Dong-gook 45'                                       | goals | 37' Celso Borges 47' Celso Borges 78' Óscar Duarte |

FEDEFUTBOL · A-internationals · Selecties · Bondscoaches · Costa Ricaans vrouwenelftal · Costa Rica U21 · Costa Rica U20 · Costa Rica U19 · Costa Rica U18 · Costa Rica U17
1920 – 1949 ·
1950 – 1969 ·
1970 – 1979 ·
1980 – 1989 ·
1990 – 1999 ·
2000 – 2009 ·
2010 – 2019 ·
2020 − 2029
Copa América 1997 · 
Copa América 2001 · 
Copa América 2004 · 
Copa América 2011 · 
Copa América 2016
WK 1990 · 
WK 2002 · 
WK 2006 · 
WK 2014 · 
WK 2018
OS 1980 · 
OS 1984 · 
OS 2004
1921 · 
1922–1929 · 
1930 · 
1931–1934 · 
1935 · 
1936–1937 · 
1938 · 
1939 · 
1940 · 
1941 · 
1942 · 
1943 · 
1944–1945 · 
1946 · 
1947 · 
1948 · 
1949 · 
1950 · 
1951 · 
1952 · 
1953 · 
1954 · 
1955 · 
1956 · 
1957 · 
1958 · 
1959 · 
1960 · 
1961 · 
1962 · 
1963 · 
1964 · 
1965 · 
1966 · 
1967 · 
1968 · 
1969 · 
1970 · 
1971 · 
1972 · 
1973 · 
1974–1975 · 
1976 · 
1977–1978 · 
1979 · 
1980 · 
1981–1982 · 
1983 · 
1984 · 
1985 · 
1986 · 
1987 · 
1988 · 
1989 · 
1990 · 
1991 · 
1992 · 
1993 · 
1994 · 
1995 · 
1996 · 
1997 · 
1998 · 
1999 · 
2000 · 
2001 · 
2002 · 
2003 · 
2004 · 
2005 · 
2006 · 
2007 · 
2008 · 
2009 · 
2010 · 
2011 · 
2012 · 
2013 · 
2014 · 
2015 · 
2016 · 
2017 ·
2018 ·
2019 ·
2020 ·
2021 ·
2022 ·
2023 ·
2024
Argentinië ·
Aruba ·
Australië ·
Barbados ·
België ·
Belize ·
Bermuda ·
Bolivia ·
Bosnië en Herzegovina ·
Brazilië ·
Canada ·
Chili ·
China ·
Colombia ·
Cuba ·
Curaçao ·
Dominicaanse Republiek ·
Duitsland ·
Ecuador ·
El Salvador ·
Engeland ·
Finland ·
Frankrijk ·
Grenada ·
Griekenland ·
Guatemala ·
Guyana ·
Haïti ·
Honduras ·
Hongarije ·
Ierland ·
Iran ·
Italië ·
Jamaica ·
Japan ·
Joegoslavië ·
Kameroen ·
Marokko ·
Mexico ·
Nederland ·
Nederlandse Antillen ·
Nicaragua ·
Nieuw-Zeeland ·
Nigeria ·
Noord-Ierland ·
Noorwegen ·
Oekraïne ·
Oezbekistan ·
Oman ·
Oostenrijk ·
Panama ·
Paraguay ·
Peru ·
Polen ·
Puerto Rico ·
Qatar ·
Rusland ·
Saint Kitts en Nevis ·
Saint Vincent en de Grenadines ·
Saoedi-Arabië ·
Schotland ·
Servië ·
Slowakije ·
Sovjet-Unie ·
Spanje ·
Suriname ·
Trinidad en Tobago ·
Tsjechië ·
Tsjecho-Slowakije ·
Tunesië ·
Turkije ·
Uruguay ·
Venezuela ·
Verenigde Arabische Emiraten ·
Verenigde Staten ·
Wales ·
Zuid-Afrika ·
Zuid-Korea ·
Zweden ·
Zwitserland
Brazilië (2018) ·
China (2002) · 
Duitsland (2006) · 
Ecuador (2006) · 
Engeland (2014) · 
Griekenland (2014) · 
Italië (2014) ·
Nederland (2014) · 
Polen (2006) · 
Servië (2018) ·
Spanje (2022) ·
Turkije (2002) · 
Uruguay (2014) ·
Zwitserland (2018)
KFA · A-internationals · Selecties · Bondscoaches · Zuid-Koreaans vrouwenelftal · Olympisch elftal · Zuid-Korea U21 · Zuid-Korea U20 · Zuid-Korea U19 · Zuid-Korea U18 · Zuid-Korea U17
1940 – 1949 ·
1950 – 1959 ·
1960 – 1969 ·
1970 – 1979 ·
1980 – 1989 ·
1990 – 1999 ·
2000 – 2009 ·
2010 – 2019 ·
2020 − 2029
WK 1954 · 
WK 1986 · 
WK 1990 · 
WK 1994 · 
WK 1998 · 
WK 2002 · 
WK 2006 · 
WK 2010 · 
WK 2014 · 
WK 2018
OS 1948 ·
OS 1964 ·
OS 1988 ·
OS 1992 ·
OS 1996 ·
OS 2000 ·
OS 2004 ·
OS 2008 ·
OS 2012 ·
OS 2016 ·
OS 2020
1948 ·
1949 ·
1950 · 
1951 · 1952 · 
1953 · 
1954 · 
1955 · 
1956 · 
1957 · 
1958 · 
1959 ·
1960 · 
1961 · 
1962 · 
1963 · 
1964 · 
1965 · 
1966 · 
1967 · 
1968 · 
1969 ·
1970 · 
1971 · 
1972 · 
1973 · 
1974 · 
1975 · 
1976 · 
1977 · 
1978 · 
1979 ·
1980 · 
1981 · 
1982 · 
1983 · 
1984 · 
1985 · 
1986 · 
1987 · 
1988 · 
1989 ·
1990 ·
1991 · 
1992 · 
1993 · 
1994 · 
1995 · 
1996 · 
1997 · 
1998 · 
1999 · 
2000 · 
2001 · 
2002 · 
2003 · 
2004 · 
2005 · 
2006 · 
2007 · 
2008 · 
2009 · 
2010 · 
2011 ·
2012 ·
2013 ·
2014 ·
2015 ·
2016 ·
2017 ·
2018 ·
2019 ·
2020 ·
2021 ·
2022 ·
2023 ·
2024
Afghanistan ·
Algerije ·
Angola ·
Argentinië ·
Australië ·
Bahrein ·
Bangladesh ·
België ·
Bolivia ·
Bosnië en Herzegovina ·
Brazilië ·
Brunei ·
Bulgarije ·
Burkina Faso ·
Cambodja ·
Canada ·
Chili ·
China ·
Colombia ·
Costa Rica ·
Cuba ·
Denemarken ·
Duitsland ·
Ecuador ·
Egypte ·
El Salvador ·
Engeland ·
Filipijnen ·
Finland ·
Frankrijk ·
Georgië ·
Ghana ·
Griekenland ·
Guam ·
Guatemala ·
Haïti ·
Honduras ·
Hongarije ·
Hongkong ·
IJsland ·
India ·
Indonesië ·
Irak ·
Iran ·
Israël ·
Italië ·
Ivoorkust ·
Jamaica ·
Japan ·
Jemen ·
Joegoslavië ·
Jordanië ·
Kameroen ·
Kazachstan ·
Kenia ·
Kirgizië ·
Koeweit ·
Kroatië ·
Laos ·
Letland ·
Libanon ·
Libië ·
Luxemburg ·
Macau ·
Malediven ·
Maleisië ·
Mali ·
Malta ·
Marokko ·
Mexico ·
Moldavië ·
Mongolië ·
Myanmar ·
Nederland ·
Nepal ·
Nieuw-Zeeland ·
Nigeria ·
Noord-Ierland ·
Noord-Korea ·
Noord-Macedonië ·
Noorwegen ·
Oekraïne ·
Oezbekistan ·
Oman ·
Pakistan ·
Palestina ·
Panama ·
Paraguay ·
Peru ·
Polen ·
Portugal ·
Qatar ·
Roemenië ·
Rusland ·
Saoedi-Arabië ·
Schotland ·
Senegal ·
Servië ·
Servië en Montenegro ·
Singapore ·
Slowakije ·
Soedan ·
Spanje ·
Sri Lanka ·
Syrië ·
Tadzjikistan ·
Taiwan ·
Thailand ·
Togo ·
Trinidad en Tobago ·
Tsjechië ·
Tunesië ·
Turkije ·
Turkmenistan ·
Uruguay ·
Venezuela ·
Verenigde Arabische Emiraten ·
Verenigde Staten ·
Vietnam ·
Wales ·
Wit-Rusland ·
Zambia ·
Zuid-Jemen ·
Zuid-Vietnam ·
Zweden ·
Zwitserland
Algerije (2014) · 
Australië (2015, 2) ·
België (2014) · 
Duitsland (2018) · 
Frankrijk (2006) · 
Griekenland (2010) ·
Mexico (2018) ·
Nigeria (2010) · 
Portugal (2022) · 
Rusland (2014) · 
Togo (2006) · 
Zweden (2018) ·
Zwitserland (2006)